# Simfonija br. 2 (Betoven)
Simfonija broj 2, D-Dur, opus 36, Ludviga van Betovena.
Nastala je i premijerno izvedena u vreme čuvenog majstorovog Hajligenštatskog testamenta u jesen 1802. godine, dokumenta o prvim velikim Betovenovim patnjama izazvanim otkrivenom gluvoćom u progresiji. Kao prkosni odgovor na te patnje i krupan korak napred u razvoju simfonijske muzike nastala je Druga Simfonija.
Međutim, ona je jedno izrazito vedro, radosno delo, puno melodijske inventivnosti. Nespokojstva gotovo da i nema. Kritika je i prema ovom delu bila uzdržana. Betovenovim savremenicima, ova je Simfonija ličila na zmaja koji iz usta bljuje vatru, a repom maše i razbacuje blato na sve strane. Na šta li im je tek ličila potonja Treća, Eroika? Četiri stava Druge Simfonije obrazuju celinu trajanja 34 minuta.

## Forma i analiza
Prvi stav je sonatni Allegro con brio. Počinje ga snažna uvodna akordika koja već ukazuje na majstorovu Sedmu simfoniju. A zatim, u snažnom unisonu celog orkestra, na koji se nadovezuje izlaganje tema, već nailazimo na prve nagoveštaje Devete. Mada u ovom sonatnom stavu tematski materijal ima puno reljefnosti i masivniji zvuk, Betoven se u izlaganju tema, njihovoj razradi i rekapitulaciji, vraća stilu svojih prethodnika. 
Drugi stav je vedri i raspevani Larghetto, koji objedinjuje intimnost i smirenu sreću. 
Treći stav je konačno, pravi skerco. U jednom žustrom pokretu bočnih delova, osećamo prisustvo razigranih vilenjaka, koji prestrašuju jedan drugog. Za dirigente je ovo posebno interesantan komad, jer se u njemu svaka notna vrednost treba doslovno taktirati. Središnji trio deluje mistično i već ukazuje na postupak iz središnjeg dela skerca Devete Simfonije. 
Četvrti stav, finalni Allegro, najpre nastavlja neobuzdano raspoloženje skerca, a zatim se pretače u jednu tipično Olimpsku vedrinu koja u veseloj završnici ukazuje na finale Osme simfonije.

## Spoljašnje veze
- Symphony No. 2 is available in PDF format created from MuseData.
- Symphony No. 2: Scores at the International Music Score Library Project